# Tyler Dillon
Tyler Reed "Ty" Dillon (* 27. Februar 1992 in Lewisville, North Carolina) ist ein US-amerikanischer Automobilrennfahrer.
Er ist der Sohn des ehemaligen Rennfahrers Mike Dillon und Enkel des RCR-Rennteaminhabers Richard Childress. Sein älterer Bruder Austin Dillon ist ebenfalls Rennfahrer.

## Karriere

### Anfänge
Tyler Dillon begann seine Karriere in einem Bandolero-Minicar.
2009 wechselte er in den Stockcar-Motorsport und fuhr zwei Jahre mit dem Team Richard Childress Racing (RCR) in der regionalen Stockcar-Serie NASCAR K&N Pro Series East. Dort gewann er 2010 das Rennen auf dem Gresham Motorsports Park.
2010 und 2011 trat er ebenfalls mit dem Team RCR in der ARCA Racing Series an. Im ersten Jahr gewann er zwei von drei Rennen, an denen er teilnahm. Im darauffolgenden Jahr fuhr er dort die gesamte Saison und konnte sich mit insgesamt sieben Siegen den Meistertitel sichern.

### NASCAR-Rennserien

#### Camping World Truck Series

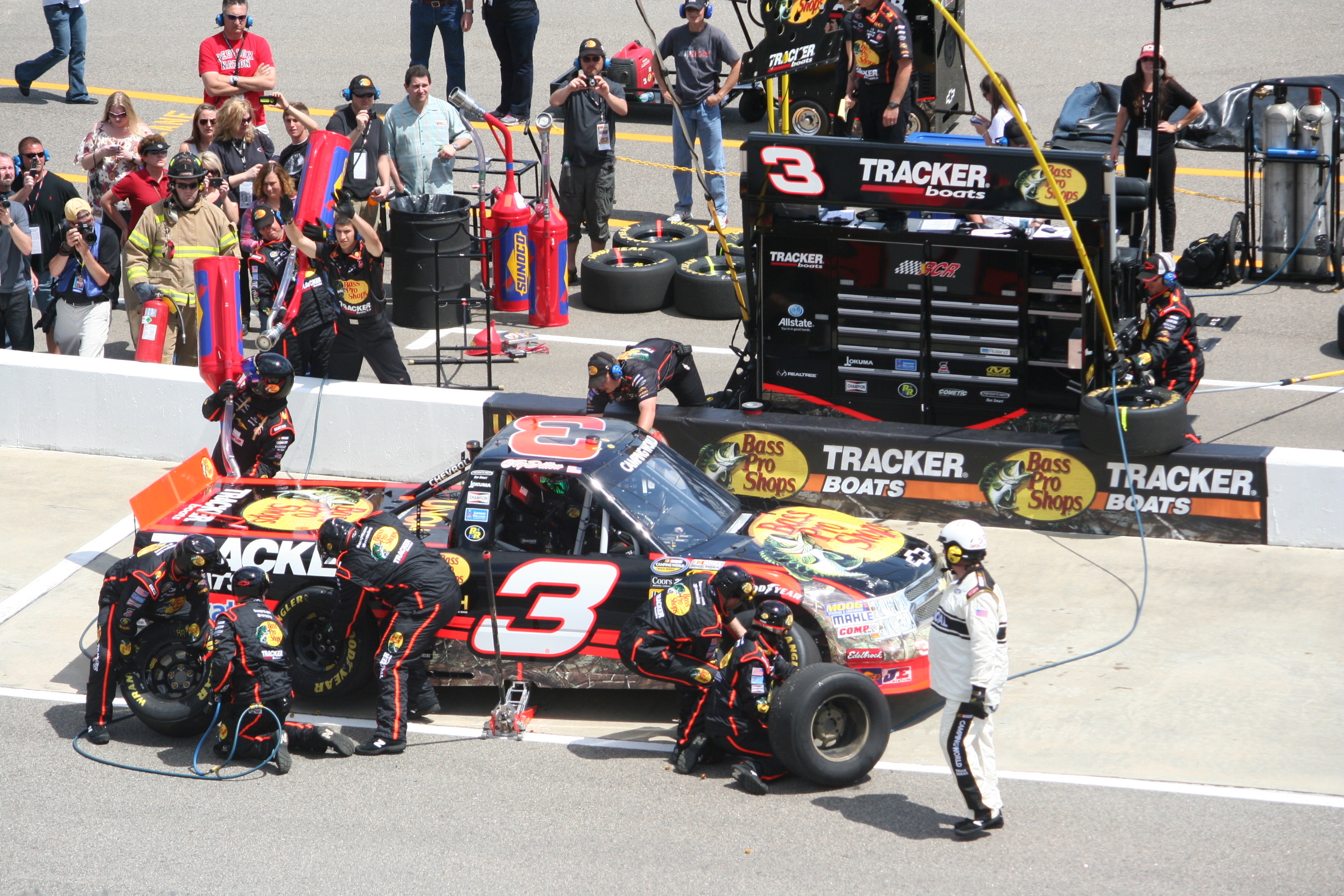
Während eines Boxenstopps im Jahr 2012 in Rockingham, bei einem Rennen der Camping World Truck Series.

2011 stieg er in die nationalen NASCAR-Rennserien ein. Von 2011 bis 2015 und 2017 startete er in der NASCAR Camping World Truck Series. Sein bestes Ergebnis in der Serie erzielte er 2013 mit dem Vizemeistertitel hinter Matt Crafton.

#### Xfinity Series
In der Nationwide Series und ab 2015 Xfinity Series genannten Serie trat er 2012 erstmals an. In den ersten beiden Jahren startete er nur in vereinzelten Rennen. Ab 2014 fuhr er erstmals die gesamte Saison. In der Serie ging er durchgängig bis 2018 an den Start. Nach einer zweijährigen Unterbrechung startete er in der Saison 2021 mit dem Team Joe Gibbs Racing in der Serie.
2014, 2015 und 2016 erreichte er dort seine besten Gesamtplatzierungen und beendete die Xfinity-Saison mit dem fünften, dritten und nochmals fünften Rang.

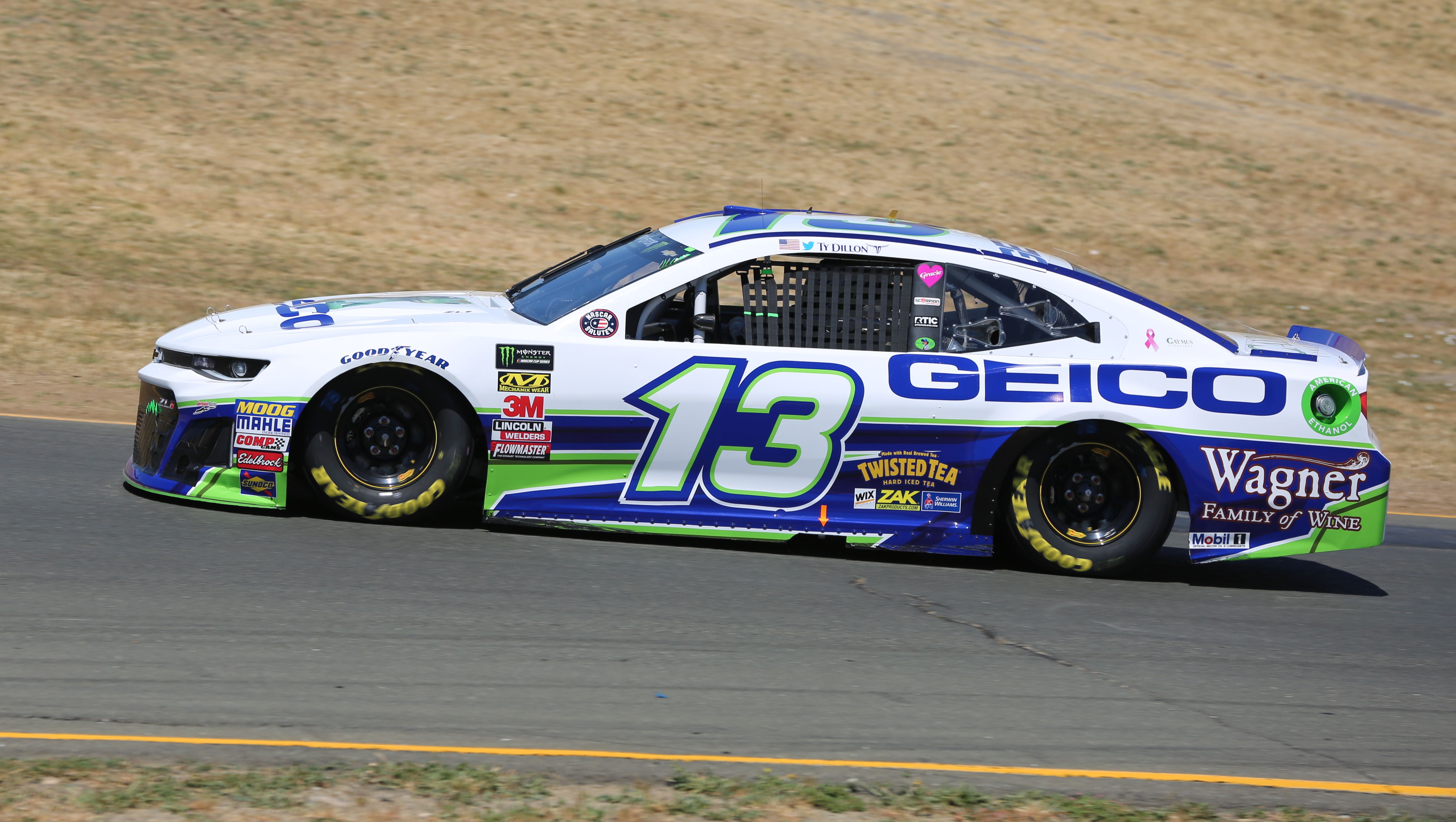
Der Rennwagen von Tyler Dillon 2018.

#### NASCAR Cup Series
Seit seinem Debüt in der NASCAR Cup Series 2014 trat er jedes Jahr bis 2021 in der Rennserie an. Bis 2016 fuhr er in vereinzelten Rennen für verschiedene Rennteams.
Von 2017 bis 2020 startete er für das Team Germain Racing und fuhr jeweils die komplette Saison in der Serie. In dieser Zeit erzielte er 2017 und 2019 mit dem 24. Gesamtrang seine besten Platzierungen.
In der Saison 2021 fährt er einige Rennen für das Team Gaunt Brothers Racing in der Serie.

### Andere Rennserien

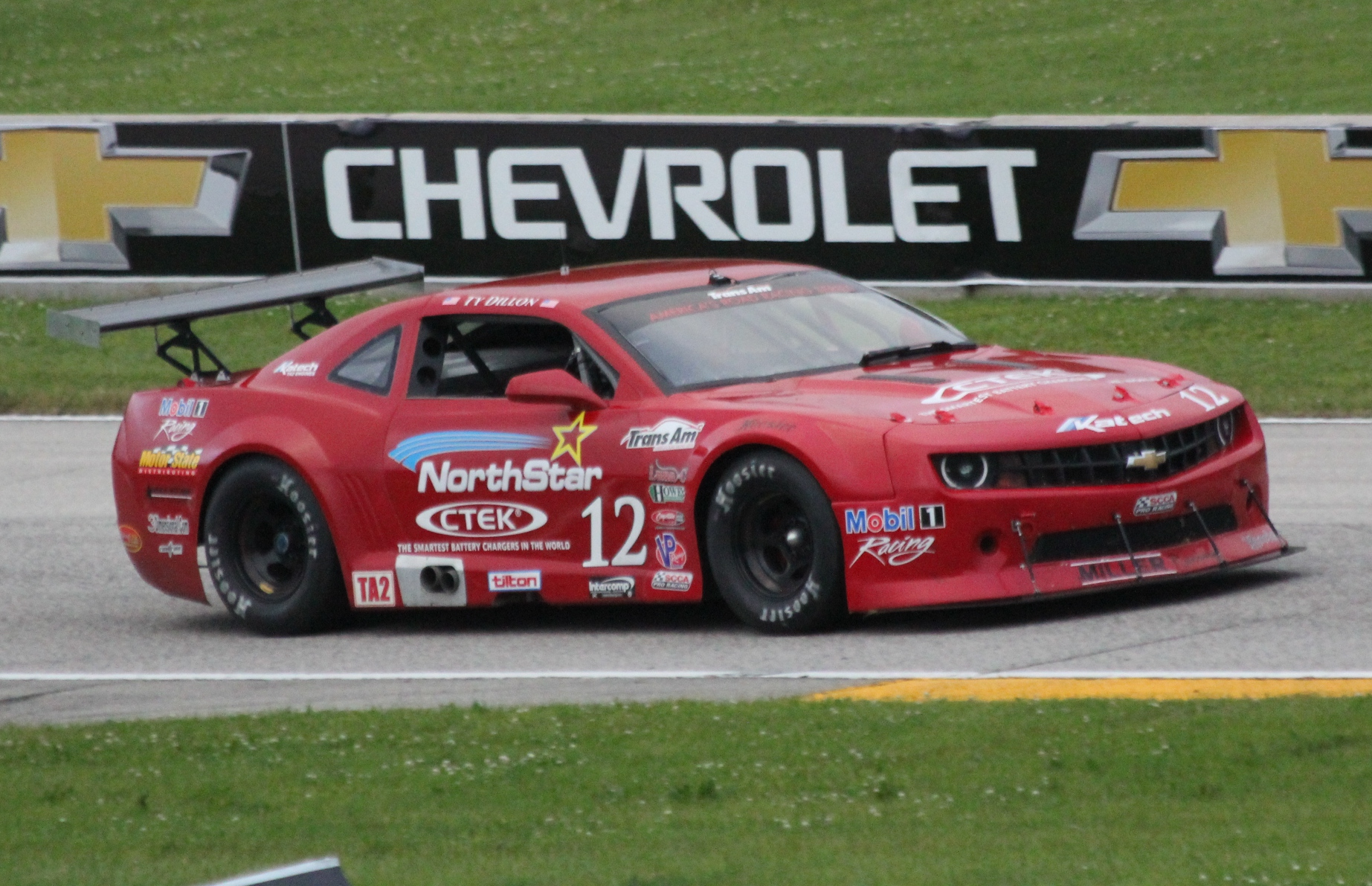
Tyler Dillon beim SCCA Trans-Am-Rennen in Road America 2014.

Tyler Dillon fuhr in der Saison 2013 zwei Rennen für das Team Fitzpatrick Motorsports in der kanadischen NASCAR Canadian Tire Series.
2014 startete er in der Trans-Am-Serie mit einem Chevrolet Camaro beim Rennen in Road America. Das Rennen beendete er auf dem vierten Platz.